# Roger Danneels
Roger Danneels (Brugge, 1927-1982) was een Belgische accordeonist, componist, arrangeur en orkestleider.
Danneels had een accordeonschool in Brugge en tevens een muziekwinkel in de Langestraat waar hij instrumenten en platen verkocht. Hij werkte samen met conferencier Willy Lustenhouwer, zette de Brugse teksten van Lustenhouwer op muziek en verzorgde de muziek bij diens one-man-shows. Le Grand Julot heeft meegespeeld in het orkest van Danneels en Patricia Dee heeft er bij gezongen.
Naast accordeonist was hij ook een bezield bespeler van het hammondorgel, een instrument dat in de jaren 60, 70 en 80 enorm populair was in de amusements- en easylistening-muziek. Samen met zijn orgel en orkest nam Roger heel wat lp's op, waaronder vijftien lp's in de reeks 'cocktail party'
Vanuit de muzikale erfenis van Daneels is in 2004 het Brugse stadsfestival Airbag ontstaan. In 2006 werd zijn naam verbonden aan de accordeonwedstrijd 'De Grote Wisselbeker Roger Danneels'.

## Discografie
- Golden Stereo Organs 2 met Ernie Bouckaert (1969)
- Accordeon Stereo Party No 2 (1973)
- Accordeon Stereo Party No. 3 (1974)
- Italia Mia (1975)
- Hit Gala In Oostende (1975)
- Golden Memories met Ernie Bouckaert (1977)
- 50 (1977)
- Hammond Hits (1980)